# クアーズ
クアーズ（Coors）は、アメリカのビール醸造会社及びブランドである。
1873年にアメリカ・コロラド州ゴールデンで創業した。
2005年2月にカナダのモルソンと合併しモルソン・クアーズ（Molson Coors Brewing Company）が持ち株会社となった。

## 沿革

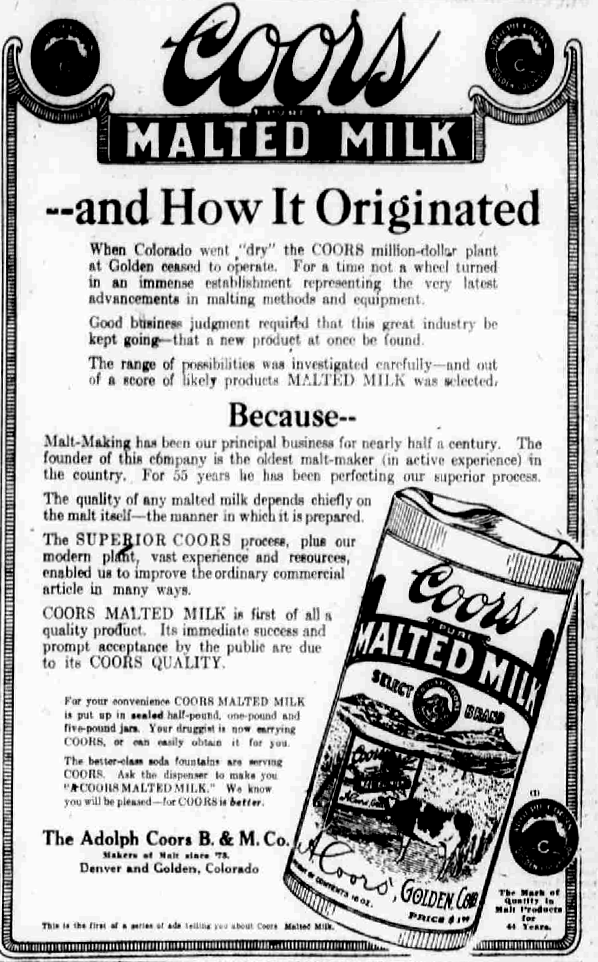
クアーズの広告（1918年）

- 1873年、アメリカ・コロラド州ゴールデンでドイツ北西部のドルトムント出身のドイツ系移民のアドルフ・クアーズ（英語版）によって、ビール醸造工場として設立された。ロッキー山脈から湧き出る水で作られるペール・ラガーは「バンケット・ビール」とあだ名された。
- 1955年、ビール生産量が100万バレルを超える。
- 1959年にアメリカで初めて、完全アルミ缶によるビール販売を行った。
- 1992年に全米50州に販売網を確立、シェア3位になる。
- 1995年にクアーズ・ジャパン株式会社設立。（それ以前はアサヒビールがOEM生産していた）
- 2005年2月にカナダのモルソンと合併しモルソン・クアーズ（Molson Coors Brewing Company）となった。合併時点で世界第五位の規模となった。経営幹部のオフィスは、従来通りクアーズ本拠のアメリカ・コロラド州ゴールデン及び、カナダ・ケベック州モントリオールだが、経営陣の実務上のオフィスはアメリカ・コロラド州デンバーと、カナダ・オンタリオ州トロントの2カ所である。現在、モルソン・クアーズは従業員約15,000人、世界45カ国で事業展開している。
- 2009年10月1日付で、日本法人も、クアーズ・ジャパンからモルソン・クアーズ・ジャパンへと社名変更した。
- 2011年1月にコロナビールの日本並びにイギリスにおける販売代理店契約を、モデーロ社（Grupo Modelo）と締結[1]。
- 2021年12月31日を以てモルソン・クアーズ・ジャパンの業務を終了、日本から撤退した[2]。

## 製品一覧
クアーズの主な製品は下記の通り。モルソン製品は除く。現在日本国内ではクアーズブランドの販売を終了しており、国内販売されている商品はブルー・ムーンとジーマの2種。
- クアーズ（Coors Original / Coors Banquet）

主力のペール・ラガー。日本では2009年に販売終了していたが、2015年10月13日より『クアーズ1873』として発泡酒規格で復活した。しかし2017年1月頃に再び販売終了している。
- クアーズ・ライト（Coors Light）

1978年に発売のライトビール。日本では発泡酒規格のアメリカ製品が輸入されていたが、2015年9月28日より生ビール規格にはなったものの、中国製に変更され、2016年9月頃よりアメリカで2015年に導入された新デザインに変更した。2020年上半期に日本国内販売を終了している。
- クアーズ・エクストラ・ゴールド（Coors Extra Gold）
- クアーズ・ゴールデン・バンケット（Coors Golden Banquet）
- キリアンズ・アイリッシュ・レッド（Killian's Irish Red）

アイルランド風ラガー。
- ブルー・ムーン（Blue Moon）

ベルギー風白ビール。
- キーストーン（Keystone）

低価格市場向け商品。日本では2000年代初頭に『クアーズ・キーストーン』の名称で発泡酒規格で販売していた。
- キーストーン・プレミアム（Keystone Premium）
- キーストーン・ライト（Keystone Light）
- キーストーン・アイス（Keystone Ice）
- カーリング（Carling）

イギリスで非常に人気のあるラガー。フットボールリーグカップの冠スポンサーをしていたことも有名。また、レンジャーズFCとセルティックFCのスポンサーもしている。ライバルチームの両方のスポンサーになっているのは、片方だけのスポンサーになるともう片方のチームのサポーターからボイコットされるからである。
- ジーマ（ZIMA）

果実酒がベースの低炭酸のリキュール。23種類のナチュラルフレーバーが使用された非ビール製品。詳細は当該記事を参照。
その他、日本のモルソン・クアーズ・ジャパンでは2016年10月に完全子会社化されたミラー・ジニューイン・ドラフトとシンハー（ビア・シン）とルイレゾン（フランスのEclor社製シードル）とコブラビール（イギリス製プレミアムビール）の販売を行っている。